# Neptis sonani
Neptis sonani är en fjärilsart som beskrevs av Siuiti Murayama 1941. Neptis sonani ingår i släktet Neptis och familjen praktfjärilar. Inga underarter finns listade i Catalogue of Life.